# Mario Gigena
Mario Alberto Gigena (Villa del Rosario, 5 marzo 1977) è un ex cestista argentino naturalizzato italiano.
È fratello minore del cestista Silvio Gigena.

## Carriera
Giocava nel ruolo di ala piccola ed è cresciuto nelle giovanili della Don Bosco Livorno con cui nella stagione 1996-97 ha debuttato in Serie A2.
Dal 1999 al 2003 milita quasi ininterrottamente, salvo una breve parentesi con la Pallacanestro Varese, con l'Aurora Jesi.
Si trasferisce poi all'Olimpia Milano, dove con l'Armani Jeans raggiunse la finale dei playoff scudetto nel 2005.
Nell'estate del 2007 si è trasferito alla Nuova Sebastiani Basket Rieti con cui ha firmato un contratto triennale. Nell'autunno del 2009 i molteplici problemi della società, che nel frattempo si era trasferita a Napoli, lo spinsero a cercarsi un'altra sistemazione: a dicembre firmò quindi con Veroli, club di Legadue.
Nella stagione 2010-11, assieme a Silvio, suo fratello maggiore, fa parte del roster dell'Ostuni Basket. Un anno dopo è di scena a Fabriano, ma nel febbraio 2012 rescinde consensualmente il contratto con la società e viene ingaggiato dal Recanati sempre in DNA.
Nell'inverno della stagione 2012-13 vola in Argentina per giocare con l'Obras. Nell'estate 2013 si accorda in DNB con la Pallacanestro Don Bosco Livorno, piazza in cui Gigena si era già messo in luce nei primi anni di carriera.

## Palmarès
- Coppa Italia di Legadue: 1
 Veroli Basket: 2010